# الرهائن في السفارة الإسرائيلية بتايلاند
حدثت أزمة الرهائن في السفارة الإسرائيلية في مملكة تايلاند بتاريخ 28 ديسمبر عام 1972م والتي نفذها أيلول الأسود ، وكانت النتيجة مقتل بعض الرهائن في السفارة الإسرائيلية وتمكن من نقل المنفذون إلى مصر في آمان.

## وصلات خارجية
- Incident summary on START database
- Israeli embassy in Bangkok held by Arabs 19 hours – published on The New York Times on December 29, 1972
- Arab Gunmen Free 6 Held In Bangkok – published on the St. Petersburg Times on December 29, 1972
- Arab Terrorists Flown To Cairo After Releasing Six Hostages – published on The Daily Telegraph on December 30, 1972
- Bangkok Terrorists Given Heroes Welcome In Cairo – published on the Palm Beach Post on December 30, 1972